# Сухој Су-15 (1949)
Сухој Су-15/(1949)  (рус. Сухой Су-15/(1949)) је ловац пресретач направљен у Совјетском Савезу непосредно после Другог светског рата (1949), и направљен је само један прототип, уништен у несрећи која се десила у току испитивања авиона.

## Пројектовање и развој
У току 1946. године, ЦАГИ институт је спровео опсежна истраживања на основу којих је направљена студија у којој је идентификовано неколико шема оптималних аеродинамичких форми авиона на млазни погон, јер се увидело да само пуким повећањем снаге се не може повећати брзина авиона. Ова студија је показала да је корисна примена стреластог крила код ловаца са танким профилом, чиме се смањује отпор авиона и повећава максимална брзина, што је послужило као основ свим ОКБ- Опитним конструкционим бироима у пројектовању нових авиона. На основу ове студије су пројектован је и авиони о којима је реч у овом чланку.
Рад на авиону ловцу са стреластим крилима је отпочет у ОКБ Сухој већ 1947. године, тако да је већ 11. марта 1947. усвојен државни план развоја експерименталних авиона у који је ушао и овај авион П. О. Сухоја, који је требало да има два мотора и кабину под притиском. Тактичко-технички захтеви за овај авион су били:
- максимална брзина 1.050 km/h,
- максимална брзина на 5.000 m висине око 1.000 km/h,
- време подизања на висину од 5.000 m износи 2,5 минута,
- време подизања на висину од 10.000 m износи 6,5 минута,
- долет на надморској висини од 10.000 m при брзини од 800 km/h је 1.600 km,
- наоружање: 3 топа калибра 37 mm,
- посада од 1 члана.
- плафон лета 15.000 m.

Авион је требало да буде израђен у два примерка до јула месеца 1948. године.

### Технички опис
Авион је био класичне конструкције, труп је био полу-монокок од челика и дуралуминијума са облогом од глатког алуминијумског лима. Имао је танка стреласта крила у односу на труп, трапезастог облика, позиционирана око средине висине трупа, за авион се могло рећи да је био средње крилац. Нападна ивица крила је имала нагиб од 35°. Репни хоризонтални стабилизатори су такође били стреластог облика. У репу авиона је био простор за смештај кочионог падобрана. Авион је имао два турбомлазна мотора РД-45Ф, који су се налазила један у репу авиона, а други у трупу са издувом испод трупа авиона, са потиском од 22,7 kN сваки. Стајни трап је увлачећи, система трицикл са предњом (носном) ногом, која се у току лета увлачила у труп авиона и две основне ноге испод крила авиона са по једним точком које су се у току лета увлачиле у крила авиона. Авион Су-15 је имао усисник на кљуну авиона одакле се ваздух каналима доводио до оба мотора (у трупу и репу мотора). У испупчењу изнад усисника се налазио радар, а одмах иза њега херметички затворена кабина пилота под притиском са системо за проветравање и одржавање константног притиска на свим висинама лета. Као и сви претходни млазни авиони који су изашли из ОКБ Сухој и овај авион је био опремњен седиштем са системом за избацивање (катапулт) у случају ванредне опасности. Авион је био наоружан са два топа Н-37, калибра 37 mm, са укупно 110 граната. Топови су се налазили са леве и десне стране трупа. Управљање ватром се обављала уз помоћ радара „Тори“, а контрола помоћу фотокино камере Ц-13. Заштита се састојала из предњег оклопа дебљине 18 mm, доњег панела од 12 mm и непробојног стакла 100 mm. Авион је био опремљен управљачким системом који је био комбинација механичког, хидрауличног и пнеуматског. Систем за гашење пожара је био заснован на гашењу помоћу угљен-диоксида. Авион је први пут полетео 11. јануара 1949. године, а пробни пилот је био Г. М. Шијанов., испитивање авиона је завршено 3. јуна 1949. када је авион изгубљен у несрећи. До несреће авион је завршио скоро 90% фабричког испитивања обавивши 42 лета и укупно 20 сати и 15 минута налета, не рачунајући фаталан задњи лет на срећу пробни пилот С. Н. Анохин се спасао катапултирањем када се и пилотској кабини појавио пожар.

## Наоружање
| Наоружање авиона: Сухој Су-15 (1949) |          |
| Ватрено (стрељачко) наоружање        |          |
| Топ                                  |          |
| Број и ознака топа                   | 2 х Н-37 |
| Број граната                         | 110      |
| Калибар                              | 37       |
| Митраљез                             |          |
| Бомбардерско наоружање (бомбе)       |          |
| Ракетно наоружање (ракете)           |          |

## Оперативно коришћење
Прототип авиона Су-15 је направљен у Авио заводу N°134 из Москве 1948. године. Несрећним случајем овај авион је уништен 3. јуна 1949. током тестирања и тиме је завршена његова историја.

## Земље које су користиле овај авион
- СССР